# Brian Mulligan
Brian Mulligan ist ein irisch-amerikanischer Bariton. Er studierte an der Yale University sowie der Juilliard School. Er ist regelmäßiger Gast an den wichtigsten Opernbühnen, wie der Metropolitan Opera New York, der San Francisco Opera, der Lyric Opera Chicago, der Houston Opera, den Opernhäuser in Amsterdam, Antwerpen, Frankfurt und Zürich, sowie bedeutenden Festivals wie den Wiener Festwochen, dem Saito Kinan Festival in Japan, dem Wexford Opera Festival, dem Aspen Music Festival und den Salzburger Festspielen. Er gewann renommierte Preise wie den ersten Preis bei der International Hans Gabor Belvedere Vocal Competition. In der Saison 2021/22 gab Brian Mulligan sein Rollendebüt als Wotan in Das Rheingold bei den Bregenzer Festspielen sowie sein Rollendebüt als Wotan in Die Walküre an der Oper Stuttgart. Engagements der jüngeren Vergangenheit waren sein Rollendebüt als Mandryka (Arabella) an der San Francisco Opera, Zurga in Les Pêcheurs de Perles am Opernhaus Zürich, Guglielmo in Puccinis Le Villi mit dem London Philharmonic Orchestra und er gab sein Hausdebüt an der Niederländischen Nationaloper in Amsterdam als Sharpless in Madama Butterfly und Golaud in Pelléas et Mélisande. Unter der Leitung von Yannick Nézet-Séguin trat er  konzertant mit den Rotterdamer Philharmonikern als Wotan in Die Walküre im April 2024 in Baden-Baden auf. Die Saison 2024 wird er mit einem weiteren Rollendebüt beschließen am Teatro Regio di Torino in der Hauptrolle in der Wagner-Oper Der fliegende Holländer.